# DreamWorks Television
DreamWorks Television (o DWTV) fue una distribuidora y productora de televisión estadounidense, parte de la compañía DreamWorks. Se fusionó con Amblin Television en 2013.[cita requerida]

## Historia
DreamWorks SKG Television se formó en diciembre de 1994 como DreamWorks Studios acordando una producción de televisión durante 7 años por 200 millones de dólares en conjunto con Capital Cities/ABC. La compañía fue creada para producir la red de difusión, canales de cable y la primera ejecución del sindicato sin buscar a ABC Network, sin embargo los incentivos financieros favorecieron a la ABC. El primer show, Champs, se había programado hasta la mitad de temporada por la ABC. Dan McDermott fue nombrado director ejecutivo de la división en junio de 1995. El primer éxito de DWTV fue Spin City en la ABC. The Walt Disney Company compró Capital Cities/ABC en febrero de 1996.
En 2002, el acuerdo entre DreamWorks y la ABC finalizó. Dicho acuerdo fue remplazado por un acuerdo de desarrollo con la NBC, en la primera cláusula se especificaba el financiamiento para las series obtenidas por la red, mientras se producía un interés financiero durante el show también, podía financiar espectáculos vendidos a otros puntos de venta, mientras que la NBC pagaba una cuota anual a DreamWorks TV.

## Programas de televisión
Todos los programas que se produjeron antes del 2008, hoy pertenecen a Paramount Global Content Distribution, a menos que se indique lo contrario.

### Series de televisión producidas

#### 1990
| Títulos                | Años      | Cadena   | Notas                                                                                           |
| ---------------------- | --------- | -------- | ----------------------------------------------------------------------------------------------- |
| Champs                 | 1996      | ABC      | con Ubu Productions                                                                             |
| High Incident          | 1996-1997 | ABC      | con Johnson/Pavone Productions, Nothing But Net, Inc. (temp. 1) y Donwell Productions (temp. 2) |
| Majority Rules         | 1996-1997 | NBC      |                                                                                                 |
| Spin City              | 1996-2002 | ABC      | con Ubu Productions y LotteryHill Entertainment                                                 |
| Ink                    | 1996-1997 | CBS      | con Shukovsky English Entertainment y Addis/Wechsler Television                                 |
| Arsenio                | 1997      | ABC      | con David Rosenthal Productions y Arsenio Hall Communications.                                  |
| Toonsylvania           | 1998-1999 | Fox Kids | con DreamWorks Animation Television; actualmente propiedad de NBCUniversal.                     |
| Invasion America       | 1998      | The WB   | con DreamWorks Animation Television; actualmente propiedad de NBCUniversal.                     |
| It's Like, You Know... | 1999-2000 | ABC      | con 42 Pound Productions y EWH3 Productions                                                     |
| Freaks and Geeks       | 1999-2000 | NBC      | con Apatow Productions                                                                          |

#### 2000s
| Título                          | Años      | Cadena         | Notas |
| ------------------------------- | --------- | -------------- | --- |
| The Others                      | 2000      | NBC            | con NBC Studios y Delusional Films |
| Battery Park                    | 2000      | NBC            | con Ubu Productions |
| The Job                         | 2001-2002 | ABC            | con The Cloudland Company, Apostle y Touchstone Television. Propiedad de Disney-ABC Domestic Television. |
| Band of Brothers                | 2001      | HBO            | Miniserie; coproducción con Playtone, HBO Entertainment y BBC. Propiedad de HBO Enterprises |
| Alienators: Evolution Continues | 2001-2002 | Fox Kids       | con The Montecito Picture Company, DIC Entertainment y Dentsu. Distribuida en Norteamérica por WildBrain e internacionalmente por Columbia TriStar Television. |
| Undeclared                      | 2001-2002 | FOX            | con Apatow Productions |
| Off Centre                      | 2001-2002 | The WB         | con Weitz, Weitz & Zuker y Warner Bros. Television. Propiedad de Warner Bros. Television Distribution |
| Boomtown                        | 2002-2003 | NBC            | con Nemo Films y NBC Studios. Distribuida en Norteamérica por NBCUniversal Syndication Studios e internacionalmente por MGM Worldwide Television Distribution. |
| Taken                           | 2002      | Syfy           | Miniserie. |
| Oliver Beene                    | 2003-2004 | FOX            | con Steven Levitan Productions, ge.wirtz Films y 20th Century Fox Television. Propiedad de Disney-ABC Domestic Television. |
| Las Vegas                       | 2003-2008 | NBC            | con Gary Scott Thompson Productions y NBC Studios (temp. 1), NBC Universal Television Studio (temp. 2-5) y Universal Media Studios (temp. 6). Distribuida en Norteamérica por NBCUniversal Syndication Studios e internacionalmente por MGM Worldwide Television Distribution. |
| Line of Fire                    | 2003-2004 | ABC            | con Battle Plan Productions, Steven Bochco Productions y Touchstone Television. Propiedad de Disney-ABC Domestic Television. |
| Rescue Me                       | 2004-2011 | FX             | con The Cloudland Company, Apostle y Sony Pictures Television. Propiedad de Sony Pictures Television. |
| Father of the Pride             | 2004-2005 | NBC            | con DreamWorks Animation Television; actualmente propiedad de NBCUniversal. |
| The Contender                   | 2005-2008 | NBC            | con Mark Burnett Productions e ESPN Original Entertainment (temp. 2-3) |
| Into the West                   | 2005      | TNT            | Miniserie; coproducción con Voice Pictures. |
| Miracle Workers                 | 2006      | ABC            | con Renegade 83 y Entertainment One. Propiedad de Lionsgate Canada |
| Dog Bites Man                   | 2006      | Comedy Central | |
| On the Lot                      | 2007      | FOX            | con Amblin Entertainment y Mark Burnett Productions |
| Carpoolers                      | 2007-2008 | ABC            | con T.R.O.R.T., 3 Arts Entertainment y ABC Studios. Propiedad de Disney-ABC Domestic Television. |
| United States of Tara           | 2009-2011 | Showtime       | con Showtime Networks |
| Wedding Day                     | 2009      | TNT            | con Mark Burnett Productions |

#### 2010s
| Título        | Años      | Cadena | Notas                                                                                                 |
| ------------- | --------- | ------ | --- |
| The Pacific   | 2010      | HBO    | Miniserie; coproducción con Playtone y HBO Entertainment. Propiedad de HBO Enterprises                |
| Falling Skies | 2011-2015 | TNT    | Solo temporadas 1-3; temporadas 4-5 producidas por Amblin Television                                  |
| Smash         | 2012-2013 | NBC    | con Universal Television y Madwoman in the Attic, Inc. Propiedad de NBCUniversal Syndication Studios. |
| The Americans | 2013-2018 | FX     | Piloto; con Fox 21 Television Studios y FX Productions                                                |

### Especiales de televisión producidos
- The Secret World of "Antz" (1998)
- When You Believe: Música por "El príncipe de Egipto" (1998)
- Galaxy Quest: 20º Aniversario: The Journey Continues (1999)
- The Hatching of "Chicken Run" (2000)
- Gladiator Games: The Roman Bloodsport (2000)
- We Stand Alone Together (2001)
- What Lies Beneath: Constructing the Perfect Thriller (2001)
- Woody Allen: A Life in Film (2002)

### Series de televisión producidas por DreamWorks Animation SKG
Estas son las series de televisión producidas por DWA y distribuidas por DWTV alrededor del mundo. Paramount Home Media Distribution y 20th Television distribuyen algunas series de televisión de manera doméstica.
- Father of the Pride (2004-2005)
- Neighbors from Hell (2010)